# كاميرون جونز
كاميرون جونز (بالإنجليزية: Cameron Jones)‏ مواليد 4 مايو 1989 في فورت لويس، واشنطن، هو لاعب كرة سلة أمريكي. بدأ مسيرته الاحترافية في سنة 2011. يلعب مع كانتون شارج في دوري الرابطة الوطنية لفئة التطوير. يحمل الرقم 9. يبلغ طوله 6 قدم 4 بوصة (1.9 م).

## المسيرة الاحترافية
لعب مع فورت واين ماد أنتس في موسم 2011–2012، ثم لعب مع زينيت سانت بطرسبرغ في الدوري الروسي في موسم 2014–2015، ثم لعب مع نادي أركاديكوس لكرة السلة في سنة 2016، ثم لعب مع كانتون شارج في سنة 2017.

## روابط خارجية
- كاميرون جونز على موقع سبورتس رفرنس (الإنجليزية)
- كاميرون جونز على موقع كرة السلة الأوروبية.كوم (الإنجليزية)
- كاميرون جونز على موقع كلية كرة السلة في سبورتس رفرنس.كوم (الإنجليزية)
- كاميرون جونز على موقع ريلجم (الإنجليزية)
- كاميرون جونز على موقع بروبوليرز (الإنجليزية)
- كاميرون جونز على موقع سبورتس رفرنس (الإنجليزية)
- كاميرون جونز على موقع سبورتس رفرنس (الإنجليزية)